# Macbeth (Chelard)
Macbeth ist eine Oper („Tragédie lyrique“) in drei Aufzügen von Hippolyte Chelard (Musik) mit einem Libretto von Claude Joseph Rouget de Lisle. Die Uraufführung erfolgte am 29. Juni 1827 an der Pariser Opéra. Eine überarbeitete Fassung in deutscher Übersetzung von Cäsar Max Heigel wurde am 20. Juni 1828 in München gegeben und kurz darauf auf vier Akte aufgeteilt. Die vieraktige Fassung wurde auch am 10. Januar 1840 in Dresden gespielt. Eine ebenfalls deutschsprachige fünfaktige Fassung wurde am 20. Oktober 1860 in Weimar aufgeführt.

## Handlung
Die Handlung der Oper basiert nur lose auf der Vorlage Shakespeares. Einige wichtige Figuren wie Banquo, Macduff und Malcolm fehlen, andere wurden hinzugefügt. Nur die ersten beiden Akte wurden berücksichtigt und der Verlauf stark abgeändert.
Die hier beschriebene Inhaltsangabe basiert auf dem deutschsprachigen Libretto der dreiaktigen Münchener Fassung von 1828.

### Erster Aufzug
Macbeths Feldlager auf einer Heide. Im Hintergrund erhebt sich ein düsterer Wald. Vorne das Zelt des Feldherrn. Den Horizont begrenzen steile Felsen.
Erster Auftritt. Bei den Soldaten herrscht Verwirrung, denn ihr Feldherr Macbeth ist spurlos verschwunden. Als Trompetensignale aus dem Lager zu hören sind, eilen sie dorthin.
Zweiter Auftritt. Douglas, Lenox, Calton, Dougmor und andere Edelleute, Offiziere und Krieger. Douglas befragt Lenox über das Verschwinden Macbeths und den Zustand des Heeres. Douglas vermutet, dass Macbeth von Hexen entführt wurde und fordert die Soldaten auf, ihm zu deren Wohnort zu folgen, um ihn zu befreien. Alle stürzen davon.
Wüste schreckliche Höhle. Im Hintergrund eine geräumige Öffnung, durch die man in den dicht verwachsenen Wald blickt.
Dritter Auftritt. Die Hexen Ruda und Gröma bereiten eine Beschwörung vor.
Vierter Auftritt. Die dritte Hexe, Nona, erscheint in der Öffnung und berichtet, dass sie Macbeth erfolgreich verhext habe. Er sei nun auf dem Weg zur Höhle. Aus der Tiefe steigt ein Zauberkessel empor, und die Hexen beginnen mit der Beschwörung der Geister, die Macbeth zum Laster und Verbrechen verleiten sollen. Abschließend ziehen sie sich in die Seitenhöhlen zurück.
Fünfter Auftritt. Macbeth findet sich erschöpft in der Höhle wieder.
Sechster Auftritt. Die Hexen grüßen Macbeth als Thane von Cawdor und prophezeien ihm den Thron. Sie verschwinden blitzschnell.
Siebter Auftritt. Nach einigen Skrupeln erliegt Macbeth der Verlockung der Krone. Er halluziniert und glaubt, eine Krone und einen Dolch zu erblicken. Aus dem Wald erklingen Hörnerrufe.
Achter Auftritt. Die schottischen Krieger nähern sich unter Rufen. Macbeth will ihnen entgegengehen.
Neunter Auftritt. Calton und einige Krieger kommen an den Eingang der Höhle, erblicken Macbeth und rufen die anderen hinzu. Macbeth ist erleichtert, seine Leute wiederzusehen. Calton meldet, dass Douglas, der zukünftige Schwiegersohn König Duncans, erwartet werde.
Zehnter Auftritt. Douglas erscheint und teilt Macbeth mit, dass der König ihn zum Thane Cawdors ernannt habe. Der König sei nun auf dem Weg zu Macbeths Schloss Inverness, um dort die Nacht zu verbringen. Auch seine Gattin erwarte ihn dort. Calton sammelt die Krieger, die Douglas und Macbeth jubelnd umgeben. Die Sonne geht auf, und alle ziehen unter Gesang ab.

### Zweiter Aufzug
Prächtiger gotischer Saal auf Macbeths Schloss Inverness, festlich mit Blumengewinden geschmückt. An den Seiten stehen hohe Leuchter mit brennenden Wachsfackeln. Im Vordergrunde links ein königlicher Thron, von einem reichen Baldachin überragt. Rechts eine Tür, die zum Gemach des Königs führt. Der Hintergrund schließt sich durch hohe Spitzbogen; der mittlere ist mit einem reichgewirkten Teppich verhüllt; links und rechts führen Galerien in das Innere des Schlosses.
Erster Auftritt.  Das Gefolge des Königs, Calton, Krieger und Diener befinden sich beim Fest. Der Chor besingt das frohe Leben und den Wein. Alle verteilen sich in den Galerien.
Zweiter Auftritt. Lady Macbeth kommt aus der Galerie. Sie hat keinen Anteil an der allgemeinen Freude, da sie alles für den Mord am König vorbereitet hat. Ein Zaubertrank soll Duncan und das Gefolge in Schlaf versetzen. Dann soll Macbeth die Tat vollbringen. Während hinter der Szene ein Lobgesang des Chores auf König Duncan erklingt, denkt sie an dessen Tod und ihre und Macbeths künftige Macht. 
Dritter Auftritt. Macbeth tritt trübsinnig zu seiner Gemahlin. Sie unterhalten sich über das Verhalten des Königs, der völlig sorglos ist, aber schon früh am nächsten Morgen aufbrechen will. Der Mord muss also noch diese Nacht geschehen. Lady Macbeth fordert ihren Gatten auf, seine Skrupel zu überwinden und nach der Krone zu greifen. Als von ferne Schalmeien und der Gesang der Hochländer zu hören ist, eilen beide fort. Mädchen und Jünglinge treten staunend in den Saal und bewundern seinen reichen Schmuck, aber wagen schüchtern kaum vorzutreten. Der Schlossvogt kommt aus der Galerie rechts.
Vierter Auftritt. Der Kastellan fordert die Anwesenden auf, bis zur Ankunft des Königs zu feiern. Die Landsleute beginnen schottische Tänze. Da ertönt von ferne ein feierlicher Marsch. Nach dem Kastellan ziehen die Wappenherolde des Königs, Musiker mit Zinken und Trompeten, eine Schar Krieger, Oscar, Colmal, Haldan und mehrere Barden, schottische Edelleute mit König Duncan, Macbeth und seiner Frau und schließlich Douglas und seine Verlobte Moina ein. Schottische Große tragen über Duncan einen reichen Thronhimmel. Die Leibwache des Königs und schottische Krieger beschließen den Zug.
Fünfter Auftritt. Der König besteigt den Thron. Alles ordnet sich zu beiden Seiten. Der Chor preist die Tugend des Königs. Duncan dankt Macbeth und seiner Frau für den freundlichen Empfang und fordert die Anwesenden zum Tanz auf. Es folgen verschiedene Tänze, nach deren Abschluss die Barden zum Gebet aufrufen. Alle knien nieder. Auch Duncan steigt vom Thron, kniet nieder und leitet das Gebet ein, das von den Barden und dem Volk aufgenommen wird. Abschließend führt er seine Tochter Moina mit ihrem Verlobten Douglas zusammen und erklärt ihn zu seinem Sohn und Nachfolger auf dem Thron. Während alle feiern, geraten Macbeth und seine Frau aus der Fassung über diese Entwicklung. Die Anwesenden bemerken dies, und die beiden haben Mühe, sich zusammenzureißen. Schließlich lädt Lady Macbeth zum Festmahl. Das Volk ist beruhigt. Nur Duncan fordert Macbeth misstrauisch auf, einen Eid zu schwören. Macbeth erklärt sich einverstanden. In diesem Moment ertönt ein Donnerschlag. Die Rückwand des Baldachins am Thron zerreißt, und in der Öffnung erscheinen, von allen außer Macbeth ungesehen, in greller magischer Beleuchtung die Hexen.
Sechster Auftritt. Eine der Hexen trägt einen Giftbecher, die zweite einen Dolch, und die dritte zeigt Macbeth die glänzende Krone. Macbeth bleibt erstarrt stehen. Alle Blicke sind staunend auf ihn gerichtet. Die Hexen warnen Macbeth vor dem Schwur und verschwinden wieder. Die Entscheidung wird ihm abgenommen, als Lady Macbeth erneut zum Mahl ruft. Das Volk hat jedoch Verdacht geschöpft. Duncan beginnt die Wirkung des Schlaftrunks zu spüren und hat böse Vorahnungen. Er bittet Douglas, für das Glück seiner Tochter zu sorgen, segnet die Anwesenden und wird von Moina und Douglas fortgeführt. Während sich alle zurückziehen, singen die Barden mit leiser Stimme und bitten um Ruhe für den König. Auch sie verlassen schließlich den Saal.
Siebter Auftritt. Lady Macbeth fordert ihren Mann erneut auf, zur Tat zu schreiten. Die Schlossuhr schlägt Mitternacht. Da Macbeth immer noch zögert, entreißt sie ihm den Dolch und öffnet die Tür zum Gemach des Königs. Sie schreckt jedoch zurück, drängt Macbeth den Dolch wieder auf und führt ihn an das Zimmer. Er stürzt hinein. In diesem Moment dröhnt ein furchtbarer Donnerschlag durch den Palast.
Achter Auftritt. Macbeth wankt totenbleich mit dem blutigen Dolch aus dem Zimmer des Königs. Flammen wallen hinter ihm her, und aus ihnen tritt grinsend die Gruppe der Hexen mit Schlangen und Fackeln. Er sinkt auf die Stufen des Thrones. Die Hexen rufen: „Dein harrt der Thron, Macbeth!“ Der Vorhang fällt. Das Gewitter dauert noch während des folgenden Zwischenspiels an.

### Dritter Aufzug
Derselbe Saal wie im vorigen Aufzug. Die Blumengewinde hängen wie vom Sturm zerrissen herab. Beinahe alle Lichter sind erloschen. Der Tag beginnt kaum zu grauen.
Erster Auftritt. Prinzessin Moina kommt mit Damen und Pagen herein, die Fackeln tragen. Sie ist besorgt um ihren Vater und will nach ihm sehen. Das Gefolge entfernt sich auf ihren Wink.
Zweiter Auftritt.  Moina besingt ihre Liebe zur Natur.
Dritter Auftritt. Douglas tritt ein. Er hatte besorgt nach Moina gesucht. Die beiden schwören sich ihre Liebe und Treue.
Vierter Auftritt. Die ersten rötlichen Morgenlichter erhellen die östliche Galerie (links), und bald tönen Flöten und Schalmeien muntere Lieder. Junge Mädchen mit reichgefüllten Blumenkörben erscheinen im Säulengang, begleitet von Hirten mit Alphörnern und anderen ländlichen Instrumenten. Unter fröhlichen Tänzen schweben sie herein, den König beim Erwachen zu begrüßen. Nach gemeinsamen Grußgesangen hört man ein leises durchdringendes Stöhnen. Alle horchen und beben zurück. Man sieht tief aus der Galerie rechts ein wandelndes Licht.
Fünfter Auftritt. Lady Macbeth im Nachtgewand mit fliegenden Haaren und stirren Blicken, im Gürtel einen Dolch, einen Armleuchter in der Hand, wandelt, ohne irgendjemanden zu bemerken durch die erstarrten Gruppen der Landleute und Krieger, die sich während des vorigen Chores leise im Hintergrund gesammelt haben, bis zur Vorbühne. Alles weicht ihr schaudernd aus. Nachtwandelnd setzt sie ihr Licht auf den Tisch vor dem Thron und versucht vergeblich, Blut von ihrer Hand zu wischen. Douglas und die anderen beobachten sie leise, während sie über ihr Verbrechen nachsinnt und noch einmal die Uhr zur Mitternacht schlagen zu hören glaubt. Moina ist besorgt über ihren Vater und schickt Douglas zu ihm. Lady hat ihre Worte halb gehört, wendet ihr Haupt und ruft aus: „Zum König? König Duncan? Der ist tot durch Macbeth.“ Moina eilt zum Schlafgemach, gefolgt von Douglas und den Frauen. Sie entdecken den ermordeten König. Durch die allgemeinen Schreckensrufe erwacht Lady Macbeth und erkennt verzweifelt ihre Lage.
Sechster Auftritt. Douglas, Lenox, Calton und der Chor rufen zur Rache.
Siebter Auftritt. Macbeth erscheint bleich und erschüttert. Er versucht mühsam, seine Unruhe zu verbergen und fragt nach der Ursache des Lärms. Douglas spricht ihn auf seine Tat an. Macbeth leugnet zunächst, aber Lady Macbeth gesteht entschlossen. Sie reißt den Dolch aus dem Gürtel, stößt ihn sich in die Brust, reicht ihn dann wankend Macbeth und sinkt entseelt auf die unteren Stufen des Throns. Macbeth will auf sie hinstürzen, da ergreift ihn Rachedurst. Er zieht das Schwert und dringt auf Douglas ein. Alle versuchen vergeblich, ihn zu verteidigen, aber Macbeths schlägt ihm das Schwert aus der Hand. Der Prinz fällt zu Boden. Macbeth hebt sein Schwert zum Todesstreich – da ertönt Donnergrollen und zwischen Douglas und seinem Sieger erscheint der Geist König Duncans. Macbeth lässt erschüttert sein Schwert fallen und starrt ihn an. Er sinkt neben dem Leichnam seiner Gatten auf die Stufen des Throns. Der Baldachin öffnet sich noch einmal. Die Hexen treten hervor und stehen so in einer Gruppe auf den oberen Stufen des Thrones über dem Leichnam der Lady und Macbeth, den sie mit Ketten oder Schlangenbanden umbinden. Sie lachen: „Du bist nun am Ziel, Stets warst du der Hölle nur Spiel und jetzt ihr Raub.“ Alles anderen stoßen Flüche gegen Macbeth aus. Währenddessen ist Duncans Geist zurückgeschwebt. Der Vorhang des Mittelbogens hebt sich und enthüllt eine reichstrahlende Glorie, die den König umfängt und in die Höhe trägt. Douglas und die übrigen sinken auf die Knie nieder und flehen zu Gott um Schonung. Die Hexen fesseln Macbeth an die Stufen des Throns und an den Leichnam seiner Gattin. Während der Chor Macbeths Untergang besingt, erbeben die Stufen des Thrones, wanken und versinken mit Macbeth, dem Leichnam und den Hexen in den Boden. Aus der Erde strömen rötliche Flammen, während Duncans Geist noch in weitester Ferne in lichten Räumen schwebt.

## Entstehungsgeschichte
Das Werk wurde am 17. März 1824 von der Pariser Opéra angenommen. Gerade in diese Zeit fielen dort die Triumphe Rossinis. Einem ersten Vorschlag der Opern-Administration zufolge sollte Macbeth bereits am 24. April 1825 aufgeführt werden. Sie wurde dann jedoch durch Rossinis Le siège de Corinthe ersetzt, dessen Aufführung sich aber ebenfalls verzögerte. Auch sein Moïse et Pharaon hatte Vorrang. Zur Generalprobe von Macbeth kam es schließlich am 29. Juni 1827. Diese missriet derart, dass sich der Librettist Rouget de Lisle für eine weitere Verschiebung aussprach. Dem wurde jedoch nicht nachgegeben. Die Uraufführung fand wie geplant am selben Abend statt. Seine Befürchtungen wurden allerdings bestätigt, denn die Oper wurde ein Misserfolg und bereits nach fünf Aufführungen abgesetzt, obwohl mit Henri-Bernard Dabadie, Prosper Dérivis, Adolphe Nourrit und Laure Cinti-Damoreau erstrangige Sänger eingesetzt worden waren.
Ab 1828 wurde die Oper allerdings in deutscher Sprache (Übersetzung: Cäsar Max Heigel) mit großem Erfolg in München aufgeführt. Einem „Rapport d’Inspection“ des Départements des Beaux Arts vom 30. Juni zufolge gab man nun die Schuld am Misserfolg dem ursprünglichen französischen Libretto, da in der Übersetzung einige Schwächen der französischen Fassung korrigiert worden waren. Die Oper wurde anschließend auf vier Akte aufgeteilt und in dieser Form auch am 10. Januar 1840 in Dresden gespielt. Eine ebenfalls deutschsprachige fünfaktige Fassung wurde am 20. Oktober 1860 in Weimar aufgeführt.
Auszüge der Oper wurden auch von anderen Komponisten bearbeitet. So erschien 1840 ein Marsch nach Melodien der Oper Macbeth von Chelard: für d. Pianoforte von Hermann Bonn und 1880 ein Potpourri über Motive der Oper: Macbeth von A. H. Chelard.
In neuerer Zeit wurde die Oper im Oktober/November 2010 in der Münchener Fassung von 1828 mit Klavierbegleitung, ohne Chöre und mit nur fünf Solisten von der Oper im Knopfloch im Theater Stok in Zürich und auf der Bühne Fasson in Lachen aufgeführt. Die Inszenierung stammte von Matthias Flückiger. Die Solisten waren Robert Braunschweig (Macbeth), Rosina Zoppi (Lady Macbeth), Jean-Pierre Gerber (Duncan), Stephanie Bühlmann (Moina) und Pawel Grzegorz Stach (Douglas). Am Klavier spielte Andrew Dunscombe.